# Atrecus longiceps
Atrecus longiceps är en skalbaggsart som först beskrevs av Fauvel 1872.  Atrecus longiceps ingår i släktet Atrecus, och familjen kortvingar. Arten är reproducerande i Sverige.